# Берг сир Мозел
Берг сир Мозел (фр. Berg-sur-Moselle) насеље је и општина у североисточној Француској у региону Лорена, у департману Мозел која припада префектури Тионвил Ест.
По подацима из 2011. године у општини је живело 429 становника, а густина насељености је износила 147,42 становника/km². Општина се простире на површини од 2,91 km². Налази се на средњој надморској висини од 185 метара (максималној 227 m, а минималној 145 m).

## Демографија
| 1962. | 1968. | 1975. | 1982. | 1990. | 1999. | 2011. |
| ----- | ----- | ----- | ----- | ----- | ----- | ----- |
| 164   | 185   | 198   | 224   | 261   | 373   | 429   |

График промене броја становника у току последњих година